# Horatius Coclès (opéra)
Personnages
- Valerius Publicola, baryton
- Horace Coclès, basse-taille
- Mutius Scévola, ténor
- Horace le Jeune, haute-contre
- Un ambassadeur de Porsenna, basse-taille

Horatius Coclès est un opéra en un acte (« acte lyrique ») composé par Étienne-Nicolas Méhul, sur un livret en français d'Antoine-Vincent Arnault. Il est basé sur la légende romaine d'Horatius Coclès.
Horatius Coclès est créé le 18 février 1794 à l'Opéra de Paris (renommé « Théâtre des Arts » par les révolutionnaires), pendant la Terreur, au cœur de la Révolution française, lorsque, pour toute œuvre d'art, un but politique était fortement encouragé. Selon Arnault (dans ses mémoires), l'œuvre était destinée à s'attirer les faveurs des autorités révolutionnaires, et ainsi améliorer les chances, vis-à-vis de la censure, de voir paraître un opéra bien plus important de Méhul et Arnault, sur lequel ils travaillaient déjà, Mélidore et Phrosine.
Les révolutionnaires voyaient la jeune République romaine comme l'un des modèles pour leur nouvel état. Arnault vit donc un prétexte pour faire un parallèle entre la Rome d'Horace, qui venait juste de renverser la monarchie, et la France Révolutionnaire, qui luttait contre les têtes couronnées d'Europe. Arnault affirma que l'opéra fut composé et écrit en 17 jours.
L'opéra fut initialement programmé pour 18 représentations en 1794, avec de somptueux décors. Arnault écrivit que les autorités jugèrent l'œuvre assez patriote pour faciliter la production de Mélidore et Phrosine. Horatius Coclès fut repris pour 9 représentations supplémentaires entre novembre 1797 et janvier 1798. Un soir, un des choristes tombe du décor représentant le Pont Sublicius, entraînant avec lui 50 autres artistes, ce qui cause de multiples blessures au chanteur principal. Quand l'opéra peut reprendre le 30 décembre, le général Napoléon Bonaparte, qui vient de rentrer victorieusement de la Campagne d'Italie, est présent dans le public.

## Distribution de la création
| Rôles                                    | Voix         | Création, 18 février 1794 |
| ---------------------------------------- | ------------ | ------------------------- |
| Valerius Publicola                       | Baryton      | François Laÿs             |
| Horace Coclès                            | Basse-taille | Augustin Chéron           |
| Mutius Scévola                           | Ténor        | Étienne Lainez            |
| Horace le Jeune                          | Haute-contre | J. Rousseau               |
| Un ambassadeur de Porsenna               | Basse-taille | Dufresne                  |
| Sénateurs, Romains, Soldats, Prisonniers | Chœur        | Chœur                     |

## Argument
Une vue de Rome, comprenant le Pont Sublicius et le camp de Porsenna
Un chœur de Romains pleure la mort de Lucius Junius Brutus, qui les avait conduit à expulser le roi Tarquin et à fonder la République. La ville est aujourd'hui assiégée par le roi étrusque Porsenna, qui veut remettre sur le trône la famille royale romaine, et le peuple meurt de faim. Horace prend un poignard et jure sur la tombe de Brutus de poursuivre la lutte contre les monarchies et de maintenir la liberté à Rome. Mutius Scévola entre en scène, habillé en Étrusque, et déclare son intention d'infiltrer le camp ennemi et d'assassiner Porsenna, même au prix de sa propre vie. Horace demande l'autorisation d'entreprendre la mission à sa place, car il est plus âgé, mais Valerius Publicola lui dit qu'il est trop connu pour que le déguisement ne fonctionne. Mutius se met en route.
Publicola récompense la fidélité d'Horace en lui confiant la défense du Pont Sublicius, qui enjambe le Tibre, tandis que Publicola conduit l'armée principale contre l'ennemi. Un émissaire de Porsenna arrive, accompagné de prisonniers romains, dont le fils d'Horace, Horace le Jeune, qu'on croyait mort. L'envoyé propose de libérer les captifs si les Romains acceptent le retour de leur roi. Horace, son fils et les Romains rassemblés refusent catégoriquement cette offre. Les Étrusques attaquent et Horace défend le pont à lui seul, tandis que les Romains le détruisent derrière lui. Le pont s'écroule, et Horace et les Étrusques plongent dans le Tibre. Seul Horace survit et regagne Rome à la nage. Mutius Scévola revient et raconte comment il a réussi à accéder au camp de Porsenna. Cependant, au lieu de tuer Porsenna, il s'est attaqué à un courtisan qui avait insulté Rome. Capturé, il dit alors à Porsenna qu'il est l'un de 300 Romains qui avaient juré de le tuer. Devant le roi étrusque, Mutius jette sa main au feu, pour se punir de l'échec de sa mission et pour prouver son courage. Porsenna est tellement impressionné par cette action qu'il abandonne sa tentative de conquérir Rome. L'opéra se termine avec le retour victorieux de Publicola, ramenant le fils d'Horace, parmi les autres prisonniers libérés.

## Musique
Selon Arnault, Méhul décrivait le style austère de Horatius Coclès comme « une musique de fer ». L'œuvre n'a pas de rôle de soliste femme, ce qui est relativement rare dans l'histoire de l'opéra, mais pas si rare parmi les œuvres de propagande révolutionnaire. Par ailleurs, dans Horatius Coclès, les rares passages pour solistes, en dehors des récitatifs qui font avancer l'intrigue, sont la plupart du temps sous forme de duos et de trios, et non de solos, ce qui renforce la valeur révolutionnaire de « Fraternité ». L'ouverture en ré majeur, qui est parfois décrite comme « beethovenienne », était l'une des favorites de Thomas Beecham, et fut louée par Castil-Blaze comme l'un des meilleurs travaux de Méhul.

## Source
- (en) Cet article est partiellement ou en totalité issu de l’article de Wikipédia en anglais intitulé « Horatius Coclès » (voir la liste des auteurs).